# Splash Damage
Splash Damage Ltd. é uma desenvolvedora de jogos eletrônicos britânica especializada em jogos eletrônicos de tiro em primeira pessoa multijogador. O estúdio é conhecido como o criador de Wolfenstein: Enemy Territory e Enemy Territory: Quake Wars.

## História
A Splash Damage foi formada em maio ou junho de 2001 pelos criadores de mods como o Quake 3 Fortress. O estúdio começou a trabalhar com a Now TV e Gamer.tv, fornecendo mapas customizados e uma solução de produção de televisão no jogo. A equipe da Splash Damage também trabalhou para produzir e apresentar mais de 150 programas de TV baseados no Quake III Arena Capture the Flag.
Em março de 2002, a Splash Damage firmou parceria com a Games Domain para produzir vários mapas multijogador para o seu serviço de jogos online. Um deles era um mapa para Return to Castle Wolfenstein da id Software, baseado na Operação Market Garden; este mapa teve um enorme sucesso online e tornou-se instantaneamente o mapa de terceiros mais jogado para o jogo.
Após o sucesso de Market Garden, a Activision e a id Software pediram à Splash Damage que produzisse três mapas multijogador adicionais para Return to Castle Wolfenstein Game of the Year Edition. No mesmo ano, a Splash Damage fez parceria com as duas empresas para desenvolver Wolfenstein: Enemy Territory, uma expansão autônoma baseada em Return to Castle Wolfenstein. A versão para Windows de Wolfenstein: Enemy Territory foi lançada on-line gratuitamente em 29 de maio de 2003, com as versões Linux e Mac posteriormente. Wolfenstein: Enemy Territory ganhou vários prêmios de Jogo do Ano e Escolha do Editor e permaneceu um dos mais populares títulos de tiro em primeira pessoa online, mesmo em 2008.
Em junho de 2003 e mais uma vez trabalhando com a id Software, a Splash Damage criou todos os mapas para o modo multijogador de Doom 3 e, ao mesmo tempo, começou a pré-produção de Enemy Territory: Quake Wars, um acompanhamento de Wolfenstein: Enemy Territory usando uma versão fortemente modificada do motor id Tech 4 e ambientada no universo de Quake. Enemy Territory: Quake Wars foi lançado em 28 de setembro de 2007 e já ganhou dezenas de prêmios até a data, incluindo vários prêmios de Jogo do Ano e mais de 25 prêmios de Escolha do Editor.
Em agosto de 2016, a Leyou firmou um contrato de compra e venda com a Splash Damage com a intenção de comprar. A empresa foi comprada pela Radius Maxima, uma subsidiária da Leyou.

## Jogos desenvolvidos
| Ano  | Título                                        | Plataforma(s) | Plataforma(s) | Plataforma(s) | Plataforma(s) | Plataforma(s) | Plataforma(s) | Plataforma(s) | Plataforma(s) | Plataforma(s) |
| Ano  | Título                                        | iOS           | Lin           | Mac           | PS3           | Web           | Win           | X360          | XBO           | GSD           |
| ---- | --------------------------------------------- | ------------- | ------------- | ------------- | ------------- | ------------- | ------------- | ------------- | ------------- | ------------- |
| 2002 | Return to Castle Wolfenstein (multijogador)   | Não           | Sim           | Sim           | Não           | Não           | Sim           | Não           | Não           | Não           |
| 2003 | Wolfenstein: Enemy Territory                  | Não           | Sim           | Sim           | Não           | Não           | Sim           | Não           | Não           | Não           |
| 2004 | Doom 3 (multijogador)                         | Não           | Sim           | Sim           | Não           | Não           | Sim           | Não           | Não           | Não           |
| 2007 | Enemy Territory: Quake Wars                   | Não           | Sim           | Sim           | Sim           | Não           | Sim           | Sim           | Não           | Não           |
| 2011 | Brink                                         | Não           | Não           | Não           | Sim           | Não           | Sim           | Sim           | Não           | Não           |
| 2012 | RAD Soldiers                                  | Sim           | Não           | Não           | Não           | Sim           | Não           | Não           | Não           | Não           |
| 2013 | Batman: Arkham Origins (multijogador)         | Não           | Não           | Não           | Sim           | Não           | Sim           | Sim           | Não           | Não           |
| 2014 | Dirty Bomb                                    | Não           | Não           | Não           | Não           | Não           | Sim           | Não           | Não           | Não           |
| 2015 | Tempo                                         | Sim           | Não           | Não           | Não           | Não           | Não           | Não           | Não           | Não           |
| 2015 | Gears of War: Ultimate Edition                | Não           | Não           | Não           | Não           | Não           | Sim           | Não           | Sim           | Não           |
| 2016 | Gears of War 4 (multijogador)                 | Não           | Não           | Não           | Não           | Não           | Sim           | Não           | Sim           | Não           |
| 2019 | Gears 5 (multijogador)                        | Não           | Não           | Não           | Não           | Não           | Sim           | Não           | Sim           | Não           |
| 2019 | Halo: The Master Chief Collection (versão PC) | Não           | Não           | Não           | Não           | Não           | Sim           | Não           | Sim           | Não           |
| 2020 | Gears Tactics                                 | Não           | Não           | Não           | Não           | Não           | Sim           | Não           | Sim           | Não           |
| TBA  | Título não anunciado do Stadia                | Não           | Não           | Não           | Não           | Não           | Não           | Não           | Não           | Sim           |

## Prêmios
| Data | Prêmio                                                        | Resultado |
| ---- | ------------------------------------------------------------- | --------- |
| 2008 | Develop Industry Excellence Award for Best Independent Studio | Venceu    |
| 2008 | Ultraweb Level 4 Award                                        | Venceu    |
| 2008 | Golden Joystick award for UK Developer of the Year            | Indicado  |
| 2009 | Guardian Top 100 UK Tech & Media Companies                    | Venceu    |
| 2015 | Best Companies Ones to Watch                                  | Venceu    |
| 2016 | Best Companies 2 Star Accreditation                           | Venceu    |
| 2016 | Amazon Growing Business Awards                                | Indicado  |

A lista completa de prêmios pode ser encontrada em seu site.